# 嶋路
嶋路株式会社（しまじ）は、京都府京都市中京区二条通烏丸東入ル仁王門町5に本社を置く主に医薬品・医療機器の卸売りを扱う企業であった。メディセオ・パルタックホールディングスグループの一社「井筒クラヤ三星堂」である。

## 概要
- 設立 大正13年5月23日
- 資本金 4850万円
- 代表取締役社長 　嶋路源蔵

## 沿革
- 昭和38年6月東京都に「大鵬薬品工業株式会社」（大塚製薬と全国の主要卸業者が出資して設立された企業である）設立。京都地区独占販売契約を締結。大鵬薬品は1県1社代理店制度を採用する

## 営業所
- 京都府
  - 京都支店：京都府京都市
  - 京都北支店（舞鶴支店）：京都府舞鶴市
- 滋賀県
  - 湖北支店：滋賀県長浜市
  - 滋賀支店：滋賀県八日市市
  - 栗東支店：滋賀県栗東市
- 奈良県
  - 奈良支店：奈良県奈良市
- 大阪府
  - 大阪支店：大阪府高槻市
  - 東大阪支店：大阪府東大阪市

## 主な取引メーカー
- 武田薬品工業
- 藤沢薬品工業
- 大鵬薬品工業
- 山之内製薬
- 大塚製薬
- 明治製菓
- エーザイ
- 第一製薬
- 大日本製薬
- 中外製薬